# Cesar van Cauwenberghe
Cesar van Cauwenberghe (Kortrijk, 14 mei 1870 - Antwerpen, 5 april 1936) was een auteur van een aantal succesrijke volksdrama's.

## Werken
Een aantal van zijn werken zijn:
- De kleine koerier: het lyrisch treurspel onder den Zuid-Afrikaanschen Krijg in vijf bedrijven, Antwerpen, 1901.
- De koerier van den tzaar: Russisch krijgsdrama in 8 tafereelen, Roeselare, 1904.
- O! Die prijskamp!, Antwerpen, 1904.
- De Siberische banneling: krijgsdrama in 6 bedrijven, Roeselare, 1906.
- Deserteur, Roeselare, 1909.
- De dood van Herlock Sholmes: drama in vijf bedrijven, Roeselare, 1913.
- De blonde, Roeselare, 1924.
- De gebroeders Degrave, Antwerpen.
- Sinjoren-revue: liederen. Eldorado - Antwerpen.
- Op schildwacht aan den Poeiertoren: eene vertelling rond het vuur in de hoofdwacht.